# Onomichi
Onomichi (Japans: 尾道市, Onomichi-shi) is een stad in de Japanse prefectuur Hiroshima. Begin 2014 telde de stad 140.099 inwoners.

## Geschiedenis
Op 1 april 1898 kreeg Onomichi het statuut van stad (shi). In 2005 werden de gemeenten Mitsugi (御調町) en Mukaishima (向島町) toegevoegd aan de stad. In 2006 werden de gemeenten Innoshima (因島市) en Setoda (瀬戸田町) toegevoegd.

## Verkeer en vervoer
Onomichi heeft twee stations aan de Sanyo-lijn, en een station aan de Sanyo Shinkansen.

## Partnersteden
- Honfleur, Frankrijk
- Imabari, Japan
- Chongqing, China

## Geboren
- Kaiji Kawaguchi (1948), mangaka